# Aleyrodes lactea
Aleyrodes lactea là một loài côn trùng cánh nửa trong họ Aleyrodidae, phân họ Aleyrodinae.
Aleyrodes lactea được Zehntner miêu tả khoa học đầu tiên năm 1897.